# Eriinae
Eriinae es una subtribu de la subfamilia Epidendroideae perteneciente a la familia Orchidaceae.

## Descripción
Son las plantas perennifolias, por lo general con pseudobulbos y hojas y raíces con dosel. Algunas especies de esta subtribu, aunque no es especialmente llamativa, se encuentran entre las favoritos de los coleccionistas de orquídeas como Eriinae incluye géneros tan populares como Eria, Ceratostylis y Callostylis, Cryptochilus, Bryobium y Pinalia, todos compuestos por especies de tamaño mediano y fácil para cultivar. Ninguna de las especies es nativa de Brasil, aunque muchas son comunes en el cultivo.

## Distribución
Eriinae se divide en 24 géneros de especies epífitas, rupícolas o rara vez terrestres , son nativas de Asia Sur-Oriental, India y Sri Lanka, el norte de Australia y Nueva Zelanda, con un solo género, Stolzia en África tropical. Generalmente habitan los bosques tropicales de hoja perenne o bosques subtropicales de altitud, son menos frecuentes en los bosques costeros o zonas húmedas con fuerte clima alterna.

## Géneros
- Appendicula Blume - 131 especies
- Ascidieria Seidenfaden - 2 especies
- Bryobium Lindley - 7 especies
- Callostylis Blume - 52 especies
- Campanulorchis Brieger - 5 especies
- Ceratostylis Blume - 145 especies
- Chilopogon Schlechter - 2 especies
- Conchidium Griff. - 8 especies
- Cryptochilus Wall. - 7 especies
- Cyphochilus Schlechter - 8 especies
- Dilochiopsis (Hook.f.) Brieger - 1 especie
- Epiblastus Schlechter - 22 especies
- Eria Lindley
- Mediocalcar J.J.Sm.
- Mycaranthes Blume
- Notheria P.O'Byrne & J.J.Verm.
- Oxystophyllum Blume
- Pinalia Buch.-Ham. ex D.Don
- Poaephyllum Ridley
- Podochilus Blume
- Porpax Lindley
- Sarcostoma Blume
- Stolzia Schlechter
- Trichotosia Blume